# Challenge of Tutankhamon
Challenge of Tutankhamon  est un parcours scénique interactif situé dans le parc à thèmes Walibi Belgium.

## L'attraction
À l'origine prévue en 2002, l'attraction est conçue et réalisée par Sally Corporation avec la coopération de ETF Ride Systems pour le système de transport. L'investissement de six millions d'euros intervient après le rachat du parc par le groupe Premier Parks en 1998,,. Challenge of Tutankhamon, premier parcours scénique interactif renouvelé d'Europe,, est construit dans le bâtiment de 1 597 m2 qui abritait de 1980 à 1995 le parcours scénique Le Secret de la Licorne.
Une pré-ouverture de l'attraction a lieu à partir du 15 mai et son ouverture officielle au public a eu lieu le 23 mai 2003.
En décembre 2023, Walibi a investi 1 million d’euros pour moderniser l’attraction. Après 21 ans, plusieurs pièces n’étaient plus fabriquées. Cet investissement a permis de changer les châssis des véhicules et de réadapter les quais d’embarquement et de débarquement. Le système de guidage des véhicules a également été mis à jour pour intégrer la technologie Wi-Fi.
L'attraction a une capacité de 900 personnes par heure.

## L'histoire

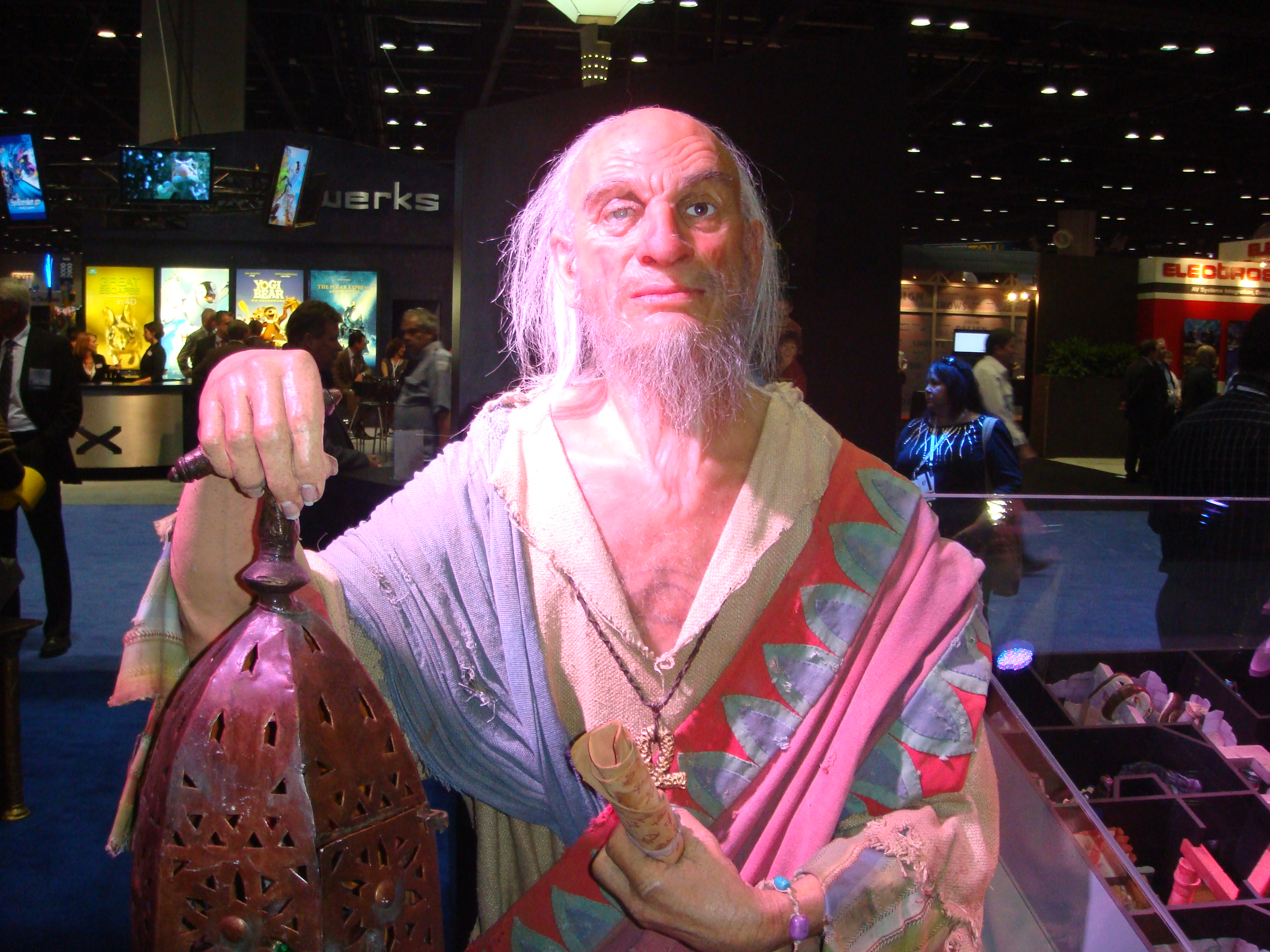
Le prophète Nazeer, en exposition sur le stand de Sally Corporation durant le IAAPA 2011.

En entrant dans la file d'attente, les visiteurs sont accueillis par l'archéologue, Dr. Xavier Gaudet qui leur présente ses dernières découvertes réalisées. Il pense avoir trouvé le trésor du tombeau de Toutânkhamon et souhaite le récupérer pour le mettre à l'abri des pilleurs de temples au musée des antiquités du Caire. Plus loin, ils font la rencontre du prophète Nazeer qui les met en garde sur la malédiction que Seth, dieu égyptien du chaos et du désordre, a jeté sur le tombeau.
La seule protection qu'il peut donner aux visiteurs est l'Ankhinator, une arme laser en forme d'ânkh qui équipe les véhicules. Sur le quai d'embarquement, les visiteurs prennent place par six (deux rangées de trois) dans les véhicules de récupération du trésor. Équipés des fameuses armes protectrices, ils doivent alors viser et tirer sur les 130 cibles interactives du parcours. Leur adresse leur permet ainsi d'obtenir des points qui s'affichent en direct sur des écrans embarqués. Le voyage au cœur du tombeau égyptien est ponctué entre autres par la rencontre avec des scarabées volants, des momies et d'un chacal à trois têtes à travers 12 scènes.
La fin de l'aventure dépend du nombre de points récoltés par l'ensemble des visiteurs du véhicule. En effet, l'attraction propose 3 fins alternatives. Si le score n'est pas suffisant, le véhicule retourne en quai, vaincu par la malédiction. Si au contraire le score est suffisant, le véhicule avance vers une ultime confrontation avec Seth. Après quoi les visiteurs sont soit dirigés vers le quai de déchargement, soit récompensés en traversant la fameuse scène du trésor.

## Technologie

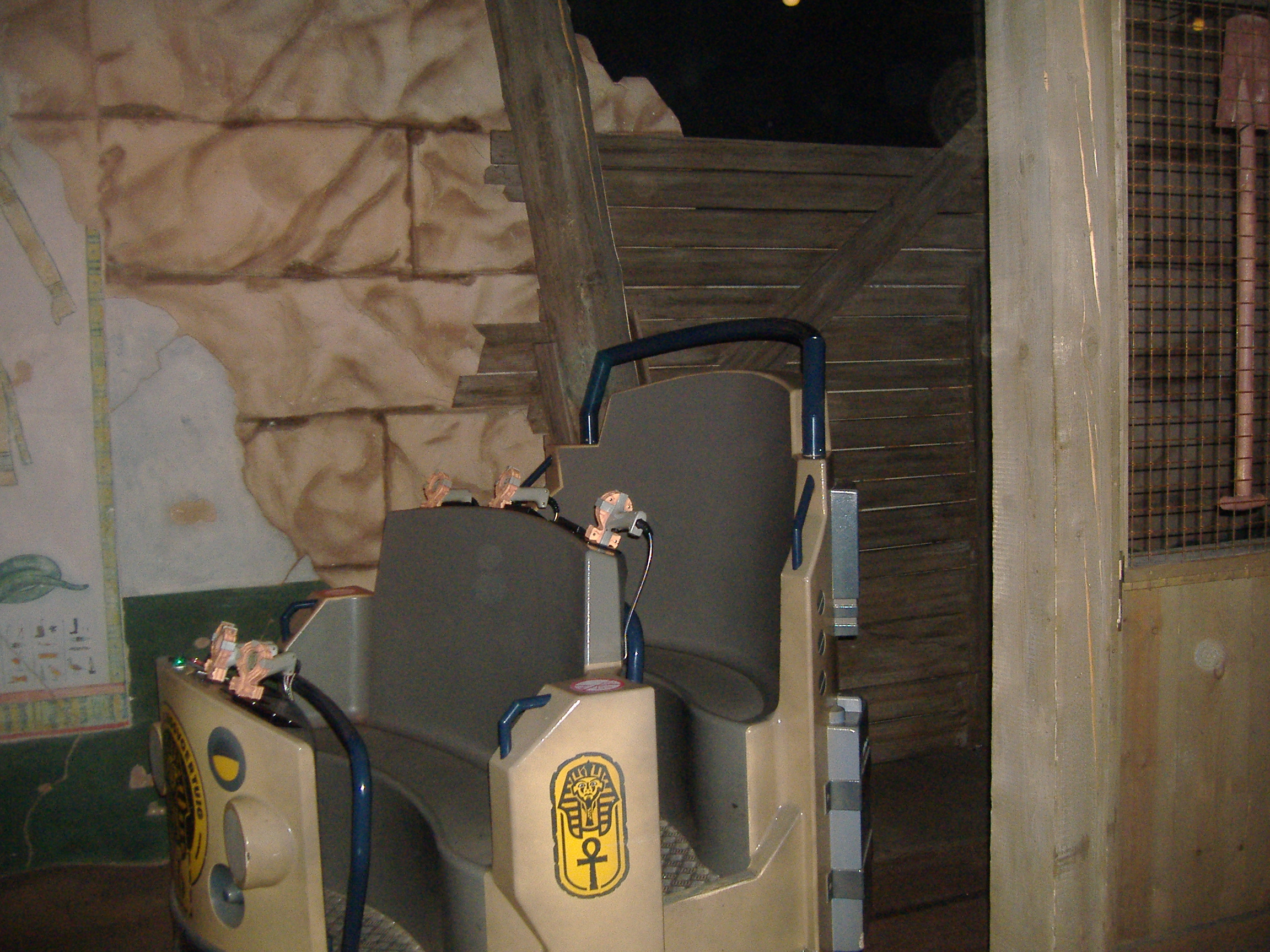
Véhicule utilisé dans l'attraction.

Le système de transport utilisé dans l'attraction ne dispose pas de rails. Les treize voitures sont filoguidées par un câble au sol et peuvent ainsi emprunter des parcours pré-enregistrés qui leur correspondent. Cette particularité permet principalement d'avoir les fins alternatives. Ce type de système rend aussi chaque voiture plus indépendant, permettant de légères accélérations/ralentissements en fonction des scènes et des rotations à 180° sans tenir compte des autres voitures. Chaque voiture est équipée de sa propre batterie permettant son autonomie complète.
L'attraction est composée de cinquante-quatre animatroniques.